# 小涌園
小涌園（こわきえん）は、藤田観光株式会社が展開するリゾートホテルチェーン。チェーン展開される施設のうち最も歴史がありかつ最大規模である箱根小涌園を指して単独で小涌園と呼称することもある。

## 沿革
- 1952年 - 箱根小涌園開業（神奈川県足柄下郡箱根町　1998年に旅館部の営業終了、跡地は日帰り施設のユネッサンとして2001年に新規開業）
- 1954年 - 伊東小涌園開業（静岡県伊東市）
- 1958年 - 大島小涌園開業（東京都大島町　ゴルフコースは1956年に先行開業、2000年に施設全体で営業終了し2001年に売却　現大島ゴルフコース）
- 1959年 - 箱根ホテル小涌園開業
- 1964年 - 島原観光ホテル小涌園開業（長崎県島原市　島原温泉観光株式会社の経営）
- 1965年 - ホテル鳥羽小涌園開業（三重県鳥羽市 鳥羽リゾートサービス株式会社の経営）
- 1999年 - 箱根小涌園ニューペガサスイン開業（上記箱根小涌園の一部をリニューアルして開業）
- 2008年 - 箱根小涌園ニューペガサスインを箱根小涌園ユネッサンインに改称
- 2011年6月30日 - 島原観光ホテル小涌園、営業を終了[1][2]
- 2016年9月30日 - ホテル鳥羽小涌園、営業を終了[3][4]

## 施設
- 箱根小涌園
- 伊東小涌園

## 過去の運営・経営していた施設
- 島原観光ホテル小涌園（現 HOTELシーサイド島原）
- ホテル鳥羽小涌園